# Alessia Cara
Alessia Cara, rodným jménem Alessia Caracciolo (* 11. července 1996, Brampton, Kanada), je kanadská zpěvačka a textařka. Po nazpívání několika akustických coverů podepsala v roce 2014 smlouvu s americkými nahrávacími společnostmi EP Entertainment a Def Jam Recordings a vydala debutový singl „Here“. Ten dosáhl devatenáctého místa na hitparádě Canadian Hot 100 a pátého na Billboard Hot 100.
V roce 2015 vyšlo její debutové album Know-It-All. Na Canadian Albums Chart se dostalo na osmé místo, na Billboard 200 dosáhlo devátého. Nejpopulárnějším songem z alba se pak stala píseň „Scars to Your Beautiful“, která je věnovaná ženám s nízkým sebevědomím. V roce 2017 pak spolupracovala s rusko-německým diskžokejem Zeddem na písni „Stay“ a s rapperem Logic na songu „1-800-273-8255“.
V roce 2018 vydala své druhé album nazvané The Pains of Growing. Za svoji poměrně krátkou hudební kariéru byla již několikrát nominována na cenu Grammy, v roce 2018 navíc jednu nominaci proměnila.

## Život
Alessia Cara se narodila jako Alessia Caracciolo 11. července 1996 v Bramptonu v Ontariu kalábrijským rodičům. Její otec se narodil v Kanadě italským rodičům, zatímco její matka je italská imigrantka. Sama Alessie mluví plynně italsky. Studovala na tradiční katolické škole Cardinal Ambrozic Catholic Secondary School a již od dětství se zajímala o divadlo a psala básně. V deseti letech začala hrát na kytaru a o tři roky později si založila vlastní YouTube kanál, kam nahrávala coververze různých písní.
Mimo spolupráce s neziskovou organizací Capital Pride Alliance podporující LGBT komunitu též podporovala organizaci I Am That Girl, která se zaměřuje na posílení sebevědomí mladých žen.
Od roku 2016 chodila s hudebníkem Kevinem Garrettem, v roce 2018 se ale zřejmě rozešli.
Jako své vzory uvádí Amy Winehouse, bývalou členku Black Eyed Peas Fergie nebo Pink.

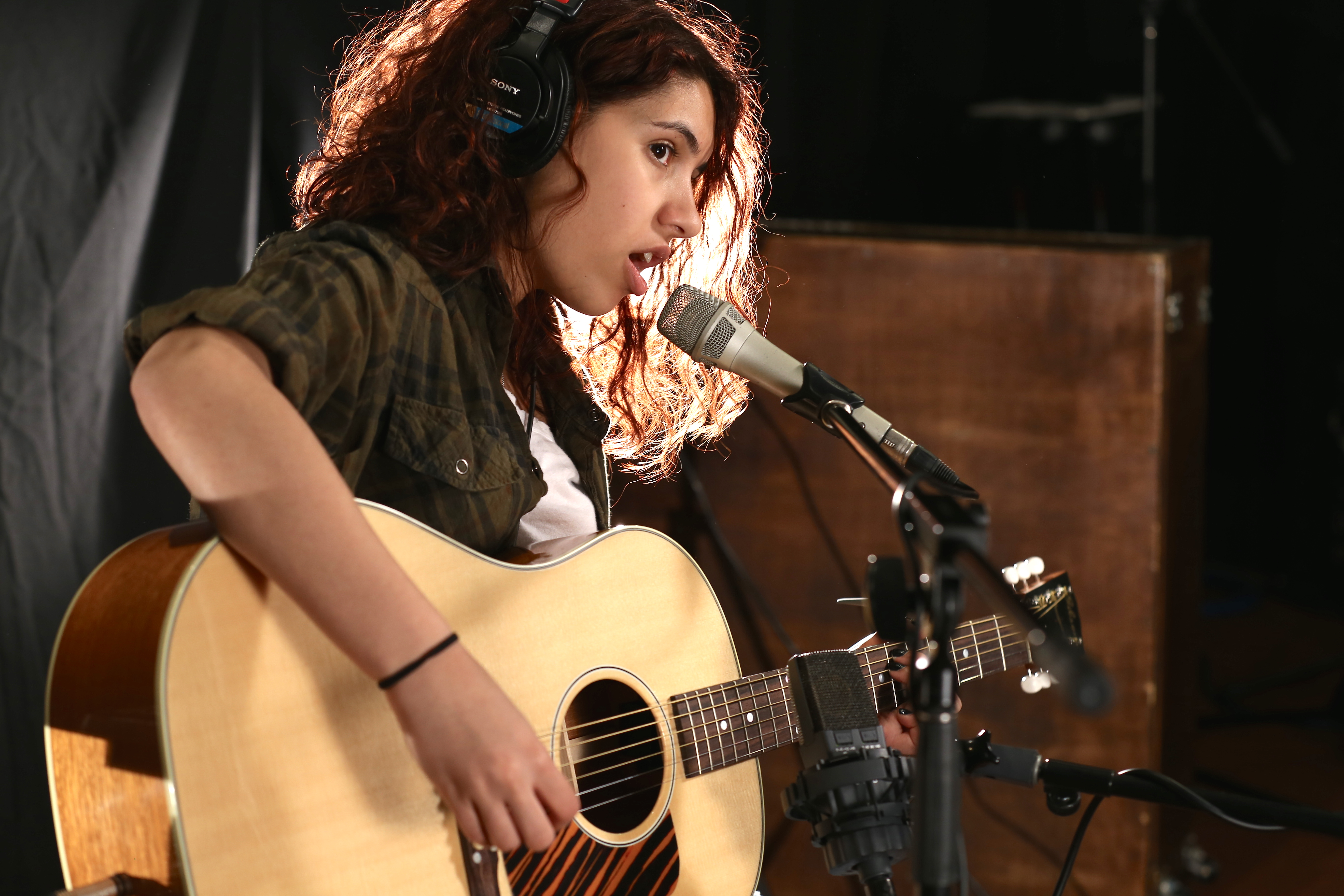
Alessia Cara v roce 2015

## Kariéra

### Hudební začátky
Začátkem její hudební kariéry bylo podepsání smlouvy s EP Entertainment v roce 2014. V dubnu 2015 pak vydala přes Def Jam svůj debutový singl „Here“, který později MTV popsala jako „píseň pro všechny, kdo tajně nenávidí párty“. Později sama dodala, že text napsala podle vlastních zkušeností a pocitů. Magazín Complex označil „Here“ jako jeden z nejlepších kanadských singlů a v červnu 2015 jej Billboard zařadil na seznam „20 Pop Songs You Need For Your Summer Playlist“. Ještě během června se Alessia Cara poprvé objevila na televizních obrazovkách, konkrétně v The Tonight Show Starring Jimmy Fallon. Následně vydala debutové EP Four Pink Walls, kam zařadila pět písní včetně „Here“. V listopadu pak vyšlo album Know-It-All.
V roce 2016 získala ocenění Juno pro nejlepšího nového umělce. V dubnu toho roku byla navíc oznámena jako předskokanka pro severoamerického a evropského turné skupiny Coldplay A Head Full of Dreams Tour.
V únoru 2017 byla hostem v Saturday Night Live. Následně vydala videoklipy pro písně „Stay“ se Zeddem a „1-800-273-8255“ s rapperem Logic.

### Druhé album
V lednu 2018 Alessia Cara získala cenu Grammy v kategorii nejlepší nový umělec. Stala se tak první Kanaďankou, která cenu vyhrála. V červnu vydala singl „Growing Pains“, ke kterému krátce předtím vydala teaser. Videoklip k písni vyšel 20. června a získal ocenění pro nejlepší video na MTV Video Music Awards. Na tříleté výročí debutového alba Know-It-All, 30. listopadu 2018, vydala druhé studiové album The Pains of Growing. Na US iTunes Pop Chart se dostalo dokonce na první místo, nicméně na Billboard 200 Albums Chart debutoval až na 72. místě.
V roce 2019 spolupracovala s americkým popovým zpěvákem Alecem Benjaminem na duetové verzi písně „Let Me Down Slowly“, která vyšla 7. ledna. Oznámila také účast na evropsko-americkém turné Shawna Mendese.

## Diskografie
- Know-It-All (2015)
- The Pains of Growing (2018)
- In the Meantime (2021)
- Love & Hyperbole (2025)